# 熊谷健太郎
熊谷 健太郎（くまがい けんたろう、1994年2月16日 - ）は、日本の声優。東京俳優生活協同組合所属。

## 来歴
3人兄弟の長男であり、埼玉県で誕生。小学校に入学するタイミングで沖縄本島中部の町へ引っ越し、19歳まで住んでいた。昔はサッカー選手、学校の教師、プロレスの会社の社員になりたいなど将来の夢が変わりやすい子供であった。
職業としての声優を意識したのは中学2年生の時、テレビで宮野真守のミュージックビデオを見て、「このアーティストさんすてき！」と思ったのが始まりであった。その時は人並みにアニメ、漫画を見るくらいだったため、職業としての声優があることも分かっていなかった。それが宮野が主演を務めた『機動戦士ガンダム00』を見ていた時に、クレジットの1番上に宮野の名前を発見して、それをきっかけに職業としての声優を知った。その後、「声優になったら役としてやってみたかった職業が全部できるのでは？」と思い、魅力的に感じて目指すようになったという。
総合学園ヒューマンアカデミー那覇校で学び、2014年に俳協ボイスアクターズスタジオに第45期生として入所。2015年、東京俳優生活協同組合に正式に所属。
『アイドルマスター SideM』の握野英雄役で初めてオーディションに合格した。

## 特技、趣味など
普通自動車免許、PADIオープンダイバー、P検3級の資格を持っている。
小学校から中学校まではサッカーをしていた。
趣味としてプロレス、野球観戦、読書、マンガ集めを挙げている。

## 交友
天﨑滉平とはアニメの初現場から現場が一緒になることが多く、『アイドルマスターSideM』の公開録音でもステージに一緒に立てて、幸せだと語っている。

## 出演
太字はメインキャラクター。

### テレビアニメ
2012年
- はいたい七葉（ソバ屋の客、運動会の父兄）

2015年
- 機動戦士ガンダム 鉄血のオルフェンズ（2015年 - 2016年、アストン・アルトランド、ディオス・ミンコ、カルタ親衛隊、蒔苗側近 他） - 2シリーズ
- Charlotte（中学男子C、キャリアの青年兵）
- スタミュ（2015年 - 2019年、生徒） - 2シリーズ

2016年
- アルスラーン戦記 風塵乱舞（兵士、文官）
- あんハピ♪（男性1）
- おしえて! ギャル子ちゃん（ハカセ）
- orange（教師）
- GATE 自衛隊 彼の地にて、斯く戦えり（警務隊員）
- 斉木楠雄のΨ難（男子生徒A、松尾平、男子生徒B、野球少年B）
- 食戟のソーマ シリーズ（2016年 - 2017年、生徒A、男子生徒D、怪人小籠包男、黒服A、審査員B） - 2シリーズ
- SUPER LOVERS（男子生徒）
- タイムボカン24（桃太郎）
- 田中くんはいつもけだるげ（男子高生A）
- CHEATING CRAFT（C型生徒、生徒A、サウナ客B）
- ねじ巻き精霊戦記 天鏡のアルデラミン（イリク・バウザ）
- Fate/Grand Order -First Order-（オペレーターD）
- ブブキ・ブランキ 星の巨人（温子儒）
- プリンス・オブ・ストライド オルタナティブ（バレー部、方南学園選手）
- 魔法つかいプリキュア!（野球部員）

2017年
- 風夏（テレビCMの声、男性客、バンドマン、スタッフ、観客）
- 亜人ちゃんは語りたい（男子生徒）
- クラシカロイド（男子学生、同級生）
- MARGINAL#4 KISSから創造るBig Bang（カメラマン、サムライ）
- クズの本懐（中学生男子B）
- チェインクロニクル 〜ヘクセイタスの閃〜（クラウス）
- 月がきれい（金子翼、男子部員2年、陸上部員、塾の講師）
- デジモンユニバース アプリモンスターズ（アプリ山470のファン）
- ID-0（オペレーター3）
- 神撃のバハムート VIRGIN SOUL（手下）
- 徒然チルドレン（高瀬春彦）
- ナイツ&マジック（ステファン）
- 妖怪アパートの幽雅な日常（チンピラE、チンピラD、男子生徒A）
- ゲーマーズ!（男子生徒A）
- いぬやしき（香取、男子、刑事、男子生徒、乗客）
- アイドルマスター SideM（握野英雄）
- モンスターハンター ストーリーズ RIDE ON（2017年 - 2018年、街の人々B、BR隊員A）
- Code:Realize 〜創世の姫君〜（脱走兵）

2018年
- グランクレスト戦記（テオ・コルネーロ、ハルーシア兵）
- 覇穹 封神演義（広成子）
- されど罪人は竜と踊る（エメット）
- 重神機パンドーラ（兵士）
- ハイスクールD×D HERO（痴漢男、カゲ使い、九尾）
- アイドリッシュセブン（路上ミュージシャン）
- ガンダムビルドダイバーズ（オボロ、GM部下）
- 夢王国と眠れる100人の王子様（サイト）
- 七星のスバル（モンク、冒険者）
- はたらく細胞（2018年 - 2021年、白血球〈4989〉） - 2シリーズ
- つくもがみ貸します（光源氏）
- Free!-Dive to the Future-（宇佐美蒼波）
- あそびあそばせ（卓球部先輩）
- 邪神ちゃんドロップキック（黒服）
- 火ノ丸相撲（2018年 - 2019年、五條佑真）
- DOUBLE DECKER! ダグ&キリル（ヘンリー）
- アイドルマスター SideM 理由あってMini!（握野英雄）
- ラディアン（2018年 - 2020年、ジジ、兵士C、住民、異端審問官B、サグラモール 他） - 2シリーズ
- SSSS.GRIDMAN（今井） - 2023年に劇場総集編公開
- 抱かれたい男1位に脅されています。（だいすけ）

2019年
- カードファイト!! ヴァンガード（2019年 - 2020年、双剣士 MUSASHI、煌天神 ウラヌス） - 2シリーズ
- からかい上手の高木さん2（他クラスの男子1）
- けだまのゴンじろー（店員(1)）
- とある科学の一方通行（タランチュラ操縦者）
- コップクラフト（サンダース巡査）
- Dr.STONE（チタン）
- あひるの空（不良リーダー）
- ぼくたちは勉強ができない!（客B）
- ハイスコアガールII（参加者3）

2020年
- 空挺ドラゴンズ（ガガ）
- ランウェイで笑って（AD）
- number24（染谷誠）
- ソマリと森の神様（ハライソの村人）
- 遊☆戯☆王SEVENS（2020年 - 2022年、ドローン、生徒、観客、マサル、トップ・オブ・ヘキサゴン、亜鈴区レオ 他）
- 富豪刑事 Balance:UNLIMITED（亀井新之助）
- A3!（伏見臣） - 2シリーズ
- THE GOD OF HIGH SCHOOL ゴッド・オブ・ハイスクール（ハン・デイ）
- GETUP! GETLIVE! ＃げらげら（狛江一馬）
- 池袋ウエストゲートパーク（真島マコト）
- ハイキュー!! TO THE TOP（深谷謙朗）
- 戦翼のシグルドリーヴァ（隊員、春上・純太）
- NOBLESSE -ノブレス-（ラザク・ケルティア）

2021年
- バック・アロウ（ネン・カセイ）
- 妖怪学園Y 〜Nとの遭遇〜（須佐野オウジロウ）
- 聖女の魔力は万能です（2021年 - 2023年、ヴォルフ） - 2シリーズ
- 不滅のあなたへ（男）
- TSUKIPRO THE ANIMATION 2（柚月広）
- 東京リベンジャーズ（男打羅B、男子生徒）
- 異世界食堂2（ヨハン）

2022年
- トライブナイン（千住百太郎）
- リアデイルの大地にて（コーラル）
- 遊☆戯☆王ゴーラッシュ!!（2022年 - 2025年、栗本マケル、宇宙人、オニ軍曹、シャポー星人）
- アオアシ（竹島龍一）
- オリエント（島津忠雪）
- シャドーハウス（ギルバート / ギル）
- 惑星のさみだれ（ダンス＝ダーク）
- 聖剣伝説 Legend of Mana -The Teardrop Crystal-（トーマ）
- 魔入りました!入間くん（2022年 - 2023年、イチロ、仲魔）
- BLEACH 千年血戦篇（技術開発局局員）
- 虫かぶり姫（レネック・オーウェン）
- お昼のショッカーさん（ゴーラスブルー）
- ドラえもん（テレビ朝日版第2期）（父親）

2023年
- ノケモノたちの夜（タケナミ）
- とんでもスキルで異世界放浪メシ（ヴィンセント）
- 大雪海のカイナ（アトランド兵士、バルギア兵士、ノゼ）
- 老後に備えて異世界で8万枚の金貨を貯めます（アレクシス）
- 文豪ストレイドッグス（客D）
- 鬼滅の刃 刀鍛冶の里編
- AIの遺電子（学生A、チンピラC）
- AYAKA -あやか-（水谷純之介）
- 聖者無双〜サラリーマン、異世界で生き残るために歩む道〜（ジョルド）

2024年
- ダンジョン飯（ライオス）
- Re:Monster（熱鬼）
- Unnamed Memory（ハヴィ）
- この世界は不完全すぎる（クロちゃん〈黒崎優〉）
- 多数欠（相馬隼人）
- 神之塔 -Tower of God-（チャン・ブラロード） - 2シリーズ
- 結婚するって、本当ですか（大原拓也）
- 魔王様、リトライ!R（霧雨零）
- 鴨乃橋ロンの禁断推理（サーファー）
- 歴史に残る悪女になるぞ（ネイト）
- パズドラ（ポリスボーイ）

2025年
- 沖縄で好きになった子が方言すぎてツラすぎる（下地勲）
- ギルドの受付嬢ですが、残業は嫌なのでボスをソロ討伐しようと思います（ジェイド・スクレイド）
- 誰ソ彼ホテル（通勤鞄男 / 弘武）
- 鬼人幻燈抄（清正）
- ボールパークでつかまえて!（ミクの父）
- Summer Pockets（三谷良一）
- 宇宙人ムームー（六郷保）
- 俺は星間国家の悪徳領主!（海賊騎士）

### 劇場アニメ
- 特別版 Free!-Take Your Marks-（2017年、宇佐美蒼波）
- 劇場版 FAIRY TAIL -DRAGON CRY-（2017年、白虎隊員）
- きみと、波にのれたら（2019年、男(5)）
- Gのレコンギスタ II ベルリ 撃進（2020年、アーボカス）
- 海辺のエトランゼ（2020年、和田くん）
- 大雪海のカイナ ほしのけんじゃ（2023年、ノゼ[56]）

### OVA
- To LOVEる -とらぶる- ダークネス（2016年、男子生徒） - コミックス第17巻限定版に付属
- ヤリチン☆ビッチ部（2018年、ジミー[57]） - コミックス第3巻DVD付き限定版
- フラグタイム（2019年）

### Webアニメ
2010年代
- モンスターストライク（2016年、仙台チームC）
- ニクいよっ!カルビくん〜煙が目にしみる〜（2018年、上カルビ様）
- A.I.C.O. Incarnation（2018年、宅配便の男、部下A）

2020年代
- ハレルヤ -運命の選択-（2020年、シュラ）

時期未定
- よしまほ（ジュン）

### ゲーム
2015年
- アイドルマスター SideM（2015年 - 2023年、握野英雄）

2016年
- ソウルワーカー（ジャイト）
- イケメン革命 アリスと恋の魔法（ゼロ）
- 誰ガ為のアルケミスト（レーゲン、ナサリオ）
- 悠久のティアブレイド -Lost Chronicle-（フォウ）

2017年
- A3!（伏見臣）
- クイズRPG 魔法使いと黒猫のウィズ（エルロウ・グィーオ）
- 悠久のティアブレイド -Fragments of Memory-（フォウ）
- 茜さすセカイでキミと詠う（小林一茶）
- アイドルマスター SideM LIVE ON ST@GE!（2017年 - 2020年、握野英雄）
- トリックスター 召喚士になりたい（イノート）

2018年
- D×2 真・女神転生リベレーション（ヴァギト・チューホフ）
- 幻霊物語（姜維、甘寧、許チョ）
- Summer Pockets（三谷良一）
- グランクレスト戦記（テオ・コルネーロ）
- グランクレスト戦記 戦乱の四重奏（テオ・コルネーロ）
- IDOL FANTASY - アイドルファンタジー -（神音聡真）
- シンエンレジスト（フロスト）
- ORDINAL STRATA -オーディナル ストラータ-（ヴェニアス）

2019年
- Op8♪（冷泉樹）
- Choice×Darling-チョイダリ（灰崎昴）
- テイルズ オブ アスタリア（握野英雄）
- CARAVAN STORIES（フェリックス）
- SDガンダム GGENERATION（2019年 - 2025年、アストン・アルトランド） - 2作品
- 星鳴エコーズ（一条橘）

2020年
- 龍が如く7 光と闇の行方
- グリムノーツ（エーゼル）
- Summer Pockets REFLECTION BLUE（三谷良一）
- SHOW BY ROCK!! Fes A Live（がしがし）
- 刀剣乱舞 ONLINE（治金丸）
- ドトコイ（二階堂政宗）
- ヒーローカンターレ（玉皇 ハン・デイ）

2021年
- アイドルマスター ポップリンクス（握野英雄）
- 異世界に転生したら伝説の勇者（受）でした!?（レオン）
- アイドルマスター SideM GROWING STARS（2021年 - 2023年、握野英雄）
- 金色のコルダ スターライトオーケストラ（南乙音）
- 真・女神転生V（オベロン）
- 夢王国と眠れる100人の王子様（スバル）
- 千銃士:Rhodoknight（マークス）

2022年
- 機動戦士ガンダム エクストリームバーサス2（2022年 - 2025年、バルカ・ニル） - 3作品
- ドラゴンクエスト トレジャーズ 蒼き瞳と大空の羅針盤（さまようよろい族、ゴーレム族）
- 機動戦士ガンダム 鉄血のオルフェンズG（アストン・アルトランド）

2023年
- ブラウンダスト2（オルシュタイン）

2024年
- ライドカメンズ（ルーイ / 仮面ライダーRUI）
- 真・女神転生V Vengeance（オベロン）
- 東京放課後サモナーズ（サンゾウ）
- My9Swallows TOPSTARS LEAGUE（紗武郁実）
- ブレイクマイケース（槻本大河）
- リバースブルー×リバースエンド（レアリザス）
- リバース:1999（J）

2025年
- ユミアのアトリエ ～追憶の錬金術士と幻創の地～（リヒト）
- 機動戦士ガンダム U.C. ENGAGE（オーバン）

### ドラマCD
- THE IDOLM@STER SideM ST@RTING LINE （2016年、握野英雄）
  - 07 彩
  - 08 FRAME
- ふしぎの国の有栖川さん（タカハシ）※別冊マーガレット6月号付属ドラマCD
- 「機動戦士ガンダム 鉄血のオルフェンズ」EPISODE DRAMA 壱（2017年、アストン・アルトランド[94]）
- 恋するシェアハウス5〜Which do you choose?〜（2018年、青山孝仁[95]）
- Summer Pockets アニメイト特典ドラマCD / げっちゅ屋特典ドラマCD / ソフマップ特典ドラマCD（2018年、三谷良一）
- キスでキミを溶かすまで イケメン2人に迫られて@オフィス（2019年、伊集院護）
- 音戯の譜〜CHRONICLE〜（2019年、イヌタケ） - Momotroop「音戯の譜〜CHRONICLE〜 Liberty」（2019年）
- Dryadroid-ドライアドロイド-（2019年、ブラン[96]）
- アイドルマスター SideMドラマCD Best Game 2 〜命運を賭けるトリガー〜（2019年、握野英雄）
- GETUP! GETLIVE!（2019年 - 2021年、狛江一馬）
  - Steam Rising[97]
  - For seasoning[98]
- スパイ百貨店 Music&Drama CD（2020年 - 2021年、猪狩雪緒）
  - Order#1
  - Order#2 豪華盤特典ミニドラマ
  - Order#3（※配信のみ）
- THE IDOLM@STER SideM NEW STAGE EPISODE（2021年、握野英雄）
  - 11 FRAME
  - 12 DRAMATIC STARS
- GOALOUS5 MISSION:GO5 ボイスドラマ （2021年、深海青斗[99]）
  - Vol.01 学園ヲ声福セヨ!
  - Vol.02 夜ノ街ヲ声福セヨ!

### BLCD
2016年
- カーストヘヴン シリーズ（2016年 - 2017年、男子）
  - カーストヘヴン
  - カーストヘヴン2

2017年
- ヤリチン☆ビッチ部 シリーズ（2016年 - 2023年、ジミー）
  - ヤリチン☆ビッチ部
  - ヤリチン☆ビッチ部2
  - ヤリチン☆ビッチ部3
  - ヤリチン☆ビッチ部4
  - ヤリチン☆ビッチ部5

- 嫁に来ないか（園崎柊次郎）

2018年
- 私の知らない彼らのヒミツ2（西山聡太）
- さよならアルファ（萩原弟）

2019年
- ノーカラーベイビー（桐島大地）
  - ノーカラーベイビー 月刊ディアプラス19年03月付録

- 暴愛フレンドシップ（秋山幸太朗）
- 君と僕と世界のほとり シリーズ（瀬名奏介）
  - Phrase2 迷い恋バレンタイン
  - Phrase3 片思い卒業式

- オオカミくんはこわくない（2019年 - 2020年、吠崎志狼）
  - サラブレッドはなびかない

- サハラの黒鷲（2019年 - 2020年、ロキ）
  - サハラの黒鷲2 sideアルキル

- ところで今は何番目でしょうか。（男子高校生）
- 嫌いじゃないけど人間てコワイ!!（磯又頼友）
- ロストバージン（松坂慶志）
- 彼らの恋の行方をただひたすらに見守るCD「男子高校生、はじめての」シリーズ（2019年 - 2022年、相川壱哉）
  - 〜第11弾 あまえたがりキングと世話焼きジャック〜
  - 4th after Disc 〜Just you!〜
  - オールコンビネーションCD vol. 4

- 麻実くんはガチ恋じゃない!（佐橋政時）

2020年
- αがαを抱く方法（北海流華）
- ご利用は計画的に（金蔵真）
- キューピッドに落雷 追撃（和晃）
- ラブミー・ラブマイドッグ（榎本愛一郎）
- あばれんぼハニー（森山琢磨（クマ））
- 嫌いでいさせて（2020年 - 2021年、村雨）
  - 嫌いでいさせて2

2021年
- やましい恋のはじめかた（荒木健太郎）
- 愛されたがりのサーフェイス（斧田）
- リバース（鷺沼四朗）
- えっちは週7希望ですっ!（2021年 - 2023年、黒瀬伊織）
  - もっと!えっちは週7希望ですっ!

- サンドリヨンの黒い革靴（灰原歩）
- トンでもない俺のα（猪座凛）
- 好きにしたいよ（真澄）※麗人2021年11月号 特別付録

2022年
- お前に抱かれるなんて聞いてない!〜ハマった男はAV男優（2022年 - 2025年、瀬尾京介）
  - お前に抱かれるなんて聞いてない!〜ハマった男はAV男優2
  - お前に抱かれるなんて聞いてない!〜ハマった男はAV男優3

- 神様なんか信じない僕らのエデン（2022年 - 2023年、喬 織人）
  - 神様なんか信じない僕らのエデン2

- フェイクファクトリップス（2022年 - 2024年、四ツ谷 良）
  - フェイクファクトリップス break

- 春になるまで待っててね（ディビス）
- 嫌いな奴とくっつく魔法にかかる話（五十嵐）
- カットオーバー・クライテリア（磯山直樹）
- 甘えたい獣（木崎永嗣）

2023年
- 2ndバージンのじょうずな捨て方（佐伯慧）
- きみ色に汚されたい（高原映空）
- Sub様、躾の時間です1（要京也）
- 偏愛ドラマティック・モンスター（???）

2024年
- つよがりオメガは僕らの番 1 （東ヶ崎智也）
- 服従と甘噛み（湊啓介）
- 先輩、ナカみせて（有漢ユウ）
- ホワイトナイトビターポルノ（小鳥遊巧巳）
- 掌中のエアレンデル ～君さえいればいい～（岩城颯介）
- オフステージラブサイド（遠藤圭輔（ケイ））
- ぜんぶ、はじめて（葉山栞）

2025年
- まって、好き。（北川愁）

### オーディオドラマ
- 『一華後宮料理帖』第八品購入者限定キャラクターボイス動画 / 第九品購入者限定オーディオドラマ動画（2019年、朱西[125]）
- 聴くanime『彼岸のオルカ』（2022年、若音景[126]）
- アイドルマスター SideM「315 PASSION CONTENTS」（2023年 - 2024年、握野英雄） - 2作品[一覧 12]

### 吹き替え

#### ドラマ
- アシュリー・ガルシア：パサデナ2020（2020年、スティック）
- ユーフォリア/EUPHORIA（2021年、イーサン〈オースティン・エイブラムス〉）
- ウェンズデー（2022年、ゼイヴィア）

#### アニメ
- スノーベイビー（2020年、ジン[127]）

### デジタルコミック
- dTV 王様達のヴァイキング（2018年、笑い猫）
- 兄貴の友達（2021年、柿本健[128][129]）
- 恋の致死量（2022年、新藤亮介[130]）
- 大型新人の教育係（2022年、瀬良[131]）
- 陰陽師と天狗眼-巴市役所もののけトラブル係 THE COMIC-（2023年、宮澤美郷）[132]
- アニコミ お兄ちゃんだって甘えたいわけで。（2023年、敬太[133]）
- こっち向いて愛してる（2023年、足立大樹）[134]
- 転生しても嫌われ王子だったので関係修復頑張ります。（2023年、セオドア）[135]

### DJCD
- 「くまがみ珈琲店〜プレミアムブレンド〜」ダミーヘッドマイク初心者野上・熊谷へのダミヘ指南（2017年）[136]
- 「くまがみ珈琲店〜プレミアムブレンド〜」テイスティングCD（2018年）[136]
- 「くまがみ珈琲店〜プレミアムブレンド〜」野上・熊谷のプレミアムな休日CD（2018年）[136]
- 「くまがみ珈琲店〜プレミアムブレンド〜」テイスティングCD2杯目（2018年）[136]
- 「くまがみ珈琲店〜プレミアムブレンド〜」くまがみ散歩〜いざ鎌倉、小腹すきません?〜（2019年）[136]
- 「くまがみ珈琲店〜プレミアムブレンド〜」テイスティングCD3杯目（2019年）[136]
- 「くまがみ珈琲店〜プレミアムブレンド〜」くまがみ散歩〜いざ小樽、やっぱり小腹すきません?〜（2020年）[136]

### 舞台・朗読劇
2013年
- 賃貸ポセイドン

2018年
- ★KIRAKIRA VOICE LAND VOL.07★ LOVE×LETTERS

2019年
- ★KIRAKIRA VOICE LAND VOL.16★ MORGUE×CHRONICLE<Spiral>  
- GETUP! GETLIVE!（2019年 - 2021年、狛江一馬）
  - 1st LIVE
  - 2th LIVE!!
  - 3rd LIVE!!!
  - ６-シックス-単独ライブ「この６でもない世界に俺たちのお笑いを」
  - 4th LIVE!!!!

- オリジナル朗読劇『文豪、そして殺人鬼』（管忠義） 
- 朗読で描く海外名作シリーズ『レ・ミゼラブル』（マリウス）
- Story Teller（Terror）（2019年 - 2021年）
  - 「朗読・怪談」
  - 「朗読・怪談」 第2回
  - 「朗読・怪談 〜嫌〜」
  - 「朗読・怪談」第4回 タクシー

- SOUND THEATRE × 火色の文楽（柳川弦治）
- 声優朗読劇 VORLESEN フォアレーゼン〜ヴェルサイユ騒動記〜　知立公演／見附公演
- 朗読劇『てだれもんら』（鷹木明）

2020年
- CHILL CHIL BOX 5TH PRESENTS（天野拓巳） 
- Joyeuse企画 vol.1 朗読『泪〜-舞い散る櫻の側-〜』（御門土そよぎ）

2021年
- READPIA 朗読劇「モノクロの空に虹を架けよう」第三夜（拓海）
- 朗読劇「ブライト・プリズン 学園の禁じられた蜜事」（剣蘭）
- 朗読劇「名作異聞 ロミオとジュリエット〜 ティボルト その恋の犠牲者〜」（ロミオ）
- TOKYO READING CIRCUS 1st stage「5-Five!-」 2日目公演
- 朗読舞台「池袋裏百物語 明烏准教授の都市伝説ゼミ」（久陽（初日昼公演）、山本（初日夜公演））
- オリジナル朗読劇「文豪、そして殺人鬼 前日譚 〜事件記者 尺光輝〜」（京都部忠明（2日目公演））

2023年
- THE IDOLM@STER SideM PASSIONABLE READING SHOW -超常事変〜対立スル正義〜-（握野英雄）

2024年
- THE IDOLM@STER SideM PASSIONABLE READING SHOW ～天地四心伝～（握野英雄）
- 朗読劇「ニュー・ルネッサンス・イン・パリ」4日目夜公演

### 映画
- K4カンパニー THE MOVIE 〜あの日のダンボール〜（2021年、熊谷健太郎[158]）

### インターネットテレビ
- TVアニメ「グランクレスト戦記」放送前特番 『グランクレスト戦記 ROAD to LORD』（2017年 - 2018年、ニコニコ生放送）
- 土岐隼一・熊谷健太郎のトキをかけるクマ（2017年 - 、ニコニコ生放送）[159]
- 熊谷健太郎・住谷哲栄の恋愛ってナンなんだ!?（2018年 - 2019年、ニコニコ生放送）[160]
- 熊谷健太郎・住谷哲栄の恋愛ってナンだったんだ!?（2019年 - 、ニコニコ生放送）[161]
- GOALOUS5（2019年 - 、ニコニコ動画、YouTube）[162]

### ラジオ
※はインターネット配信。
- アイドルマスター SideM ラジオ 315プロNight!（2016年、ニコニコ生放送※）
- くまがみ珈琲店〜プレミアムブレンド〜（2017年 - 、音泉※、ニコニコ動画※）[163]
- MAN TWO MONTH RADIO 熊谷健太郎のからぶりラリアット（2017年 - 2018年、AG-ON Premium※・超!A&G+※）[164]
- 熊谷健太郎のホリサゲ！（2018年 - 、マンガpark※）[165]
- 月刊 新・男前通信8月号〜月刊・熊谷健太郎（2018年、文化放送モバイルplus※）
- 青の祓魔師 DAMNED RADIO（2019年、超!A&G+※）[166]
- 6-シックス-のゲラゲラジオ（2019年 - 、音泉※、ニコニコ動画※）[167]
- 6-シックス-のゲラゲラジオ 出張版！6喜利（2020年 - 、ゲラゲラファンアプリ※）[168]
- 熊谷健太郎と紡木吏佐の「ふたラジ!!」（2020年、超!A&G+※）[169]
- 千銃士:Rhodoknight〜BeRadio!〜（2021年、アニメイトタイムズ※）

### その他コンテンツ
- ぶっちゃけ寺（ボイスオーバー）

## ディスコグラフィ

### キャラクターソング
| 発売日         | 商品名                                                                          | 歌 | 楽曲                                                                      | 備考                                                                                               |
| -------------- | ------------------------------------------------------------------------------- | --- | ------------------------------------------------------------------------- | -------------------------------------------------------------------------------------------------- |
| 2016年1月27日  | THE IDOLM@STER SideM ST@RTING LINE -08 FRAME                                    | FRAME | 「勇敢なるキミヘ」 「MISSION is ピースフル!」 「DRIVE A LIVE」            | ゲーム『アイドルマスター SideM』関連曲                                                             |
| 2017年2月1日   | Beyond The Dream                                                                | 315プロダクション所属アイドル | 「Beyond The Dream」                                                      | ゲーム『アイドルマスター SideM』関連曲                                                             |
| 2017年2月1日   | Beyond The Dream                                                                | 315プロダクション所属アイドル（インテリ） | 「Beyond The Dream」                                                      | ゲーム『アイドルマスター SideM』関連曲                                                             |
| 2017年6月28日  | A3! First AUTUMN EP                                                             | 秋組 | 「oneXone」                                                               | ゲーム『A3!』関連曲                                                                                |
| 2017年10月18日 | THE IDOLM@STER SideM ORIGIN@L PIECES 08                                         | 握野英雄（熊谷健太郎） | 「ハートフル・パトローラー」                                              | ゲーム『アイドルマスター SideM』関連曲                                                             |
| 2017年11月1日  | A3! Blooming AUTUMN EP                                                          | ヴォルフ［伏見臣（熊谷健太郎）］、ゼロ［七尾太一（濱健人）］ | 「Just For Myself」                                                       | ゲーム『A3!』関連曲                                                                                |
| 2017年11月1日  | A3! Blooming AUTUMN EP                                                          | 伏見臣（熊谷健太郎） | 「ファインダー越しの絆」                                                  | ゲーム『A3!』関連曲                                                                                |
| 2018年2月14日  | THE IDOLM@STER SideM 3rd ANNIVERSARY DISC 02 FRAME & もふもふえん & F-LAGS      | FRAME | 「Swing Your Leaves」                                                     | ゲーム『アイドルマスター SideM』関連曲                                                             |
| 2018年2月14日  | THE IDOLM@STER SideM 3rd ANNIVERSARY DISC 02 FRAME & もふもふえん & F-LAGS      | FRAME、もふもふえん、F-LAGS | 「Compass Gripper!!!」                                                    | ゲーム『アイドルマスター SideM』関連曲                                                             |
| 2018年2月24日  | THE IDOLM@STER SideM 3rd ANNIVERSARY SOLO COLLECTION 02                         | 握野英雄（熊谷健太郎） | 「Swing Your Leaves」                                                     | ゲーム『アイドルマスター SideM』関連曲                                                             |
| 2018年5月9日   | THE IDOLM@STER SideM WORLD TRE@SURE 01                                          | 天道輝（仲村宗悟）、握野英雄（熊谷健太郎）、紅井朱雀（益山武明）、葛之葉雨彦（笠間淳） | 「永遠なる四銃士」 「MEET THE WORLD!（FRANCE Ver.）」                     | ゲーム『アイドルマスター SideM LIVE ON ST@GE!』関連曲                                              |
| 2018年8月15日  | Touch You                                                                       | 私立モリモーリ学園 性春♡男子s | 「Touch You」                                                             | OVA『ヤリチン☆ビッチ部』主題歌                                                                     |
| 2018年8月15日  | Touch You                                                                       | ジミー（熊谷健太郎） | 「Touch You」                                                             | OVA『ヤリチン☆ビッチ部』関連曲                                                                     |
| 2018年11月7日  | ヤリチン☆ビッチ部 キャラクターソングシリーズ いちご味                           | ジミー（熊谷健太郎） | 「Mellow mellow Lily」                                                    | OVA『ヤリチン☆ビッチ部』関連曲                                                                     |
| 2018年11月7日  | A3! VIVID AUTUMN EP                                                             | 秋組 | 「SECOND SHOT」                                                           | ゲーム『A3!』関連曲                                                                                |
| 2018年12月19日 | THE IDOLM@STER SideM WakeMini! MUSIC COLLECTION 03                              | 315 STARS（インテリ Ver.） | 「POKER FAITH -ポーカーフェイス-」                                        | テレビアニメ『アイドルマスター SideM 理由あってMini!』エンディングテーマ                           |
| 2019年3月15日  | THE IDOLM@STER SideM WakeMini! SOLO COLLECTION 03 INTELLIGENCE Ver.             | 握野英雄（熊谷健太郎） | 「POKER FAITH -ポーカーフェイス-」                                        | テレビアニメ『アイドルマスター SideM 理由あってMini!』関連曲                                       |
| 2019年5月10日  | THE IDOLM@STER SideM 4th ANNIVERSARY DISC「LIVE in your SMILE / DREAM JOURNEY」 | Altessimo、W、FRAME、彩、神速一魂、S.E.M、THE 虎牙道、Legenders | 「LIVE in your SMILE」                                                    | ゲーム『アイドルマスター SideM』関連曲                                                             |
| 2019年7月24日  | A3! BRIGHT AUTUMN EP                                                            | ブラッド［兵頭十座（武内駿輔）］、ヒューイ［伏見臣（熊谷健太郎）］ | 「Muddy Hero」                                                            | ゲーム『A3!』関連曲                                                                                |
| 2019年7月24日  | A3! BRIGHT AUTUMN EP                                                            | 秋組 | 「Ever☆Blooming!」                                                        | ゲーム『A3!』関連曲                                                                                |
| 2019年10月16日 | GANG×ROCK 皇位争奪トーナメント ENTRY03 ASTRAGALUS『己を識れよ、世界を賭けよ』   | ASTRAGALUS | 「Bet, the Dead」 「憂刻」                                                | 『GANG×ROCK』関連曲                                                                                |
| 2019年10月16日 | GANG×ROCK 皇位争奪トーナメント ENTRY03 ASTRAGALUS『己を識れよ、世界を賭けよ』   | 木村銀司郎（熊谷健太郎） | 「Bet, the Dead」                                                         | 『GANG×ROCK』関連曲                                                                                |
| 2019年10月23日 | Best Game 2 〜命運を賭けるトリガー〜                                            | 神谷幸広（狩野翔）、北村想楽（汐谷文康）、握野英雄（熊谷健太郎）、華村翔真（バレッタ裕）、榊夏来（渡辺紘）、岡村直央（矢野奨吾） | 「ALL nOR NOTHING」                                                       | ゲーム『アイドルマスター SideM』関連曲                                                             |
| 2019年11月6日  | GETUP! GETLIVE! Steam Rising                                                    | 上原淳也（花江夏樹）、東沢楓（西山宏太朗）、町田瀬那（豊永利行）、大野虎之助（石川界人）、喜多見蓮（阿座上洋平）、狛江一馬（熊谷健太郎） | 「GET UP! GET LIVE!」                                                     | 『GETUP! GETLIVE!』テーマソング                                                                    |
| 2019年12月18日 | THE IDOLM@STER SideM 5th ANNIVERSARY DISC 01 PRIDE STAR                         | 315 ALLSTARS | 「PRIDE STAR」 「DRIVE A LIVE」 「Reason!!」 「GLORIOUS RO@D」            | ゲーム『アイドルマスター SideM』関連曲                                                             |
| 2019年12月18日 | A3! MIX SEASONS LP                                                              | 五十嵐［伏見臣（熊谷健太郎）］、耕平［泉田莇（小西成弥）］ | 「ソラチカ」                                                              | ゲーム『A3!』関連曲                                                                                |
| 2019年12月25日 | ReFlap Startup Song Entertain 初回限定盤                                        | 鐘ヶ江隼弥（生田鷹司）、鷹宮陽向（松岡侑李）、鴎端慧（佐香智久）、五百雀玲於奈（天月）、鷲埜瑞人（濱野大輝）、鵡川郁（石井孝英）、孔雀石麗司（熊谷健太郎） | 「Entertain」                                                             | 『ReFlap』関連曲                                                                                   |
| 2019年12月25日 | ReFlap Startup Song Entertain 初回限定盤                                        | 鐘ヶ江隼弥（生田鷹司）、孔雀石麗司（熊谷健太郎） | 「Entertain」 「Moment」                                                  | 『ReFlap』関連曲                                                                                   |
| 2020年3月6日   | THE IDOLM@STER SideM 5th ANNIVERSARY UNIT COLLECTION -PRIDE STAR-               | FRAME | 「PRIDE STAR」                                                            | ゲーム『アイドルマスター SideM』関連曲                                                             |
| 2020年3月18日  | THE IDOLM@STER SideM 5th ANNIVERSARY DISC 04 FRAME&S.E.M&Legenders              | FRAME | 「スリーブレス」                                                          | ゲーム『アイドルマスター SideM』関連曲                                                             |
| 2020年3月18日  | THE IDOLM@STER SideM 5th ANNIVERSARY DISC 04 FRAME&S.E.M&Legenders              | FRAME、S.E.M、Legenders | 「Bet your intuition!」                                                   | ゲーム『アイドルマスター SideM』関連曲                                                             |
| 2020年7月1日   | ReFlap Rising RePlayers'Collection                                              | 鷹宮陽向（松岡侑李）、五百雀玲於奈（天月）、孔雀石麗司（熊谷健太郎） | 「Diamonds」                                                              | 『ReFlap』関連曲                                                                                   |
| 2020年7月1日   | ReFlap Rising RePlayers'Collection                                              | 孔雀石麗司（熊谷健太郎） | 「Spotlight」                                                             | 『ReFlap』関連曲                                                                                   |
| 2020年8月26日  | THE IDOLM@STER SideM 5th ANNIVERSARY SOLO COLLECTION 03                         | 握野英雄（熊谷健太郎） | 「スリーブレス」                                                          | ゲーム『アイドルマスター SideM』関連曲                                                             |
| 2020年8月26日  | スパイ百貨店 Music&Drama CD Order#1                                             | 天野真宮（住谷哲栄）、常磐百合人（坂田将吾）、泉星（佐香智久）、猪狩雪緒（熊谷健太郎）、黒川南雲（河西健吾） | 「Truth or Lie」                                                          | ドラマCD『スパイ百貨店』主題歌                                                                     |
| 2020年9月19日  | アイドルマスター SideM ストラグルハート 第2巻特装版特典CD                       | FRAME | 「喝彩！〜花鳥風月〜」                                                    | 漫画『アイドルマスター SideM ストラグルハート』関連曲                                              |
| 2020年11月25日 | ZERO LIMIT/Thawing                                                              | 秋組 | 「ZERO LIMIT」                                                            | テレビアニメ『A3!』エンディングテーマ                                                              |
| 2021年2月7日   | THE IDOLM@STER SideM UNIT COLLECTION -MEET THE WORLD!-                          | 315 ALLSTARS | 「MEET THE WORLD!」                                                       | ゲーム『アイドルマスター SideM』関連曲                                                             |
| 2021年2月7日   | THE IDOLM@STER SideM UNIT COLLECTION -MEET THE WORLD!-                          | FRAME | 「MEET THE WORLD!」                                                       | ゲーム『アイドルマスター SideM』関連曲                                                             |
| 2021年3月3日   | THE IDOLM@STER SideM NEW STAGE EPISODE:11 FRAME                                 | FRAME | 「リビングアイズヒーロー」 「NEXT STAGE!」                                | ゲーム『アイドルマスター SideM』関連曲                                                             |
| 2021年3月24日  | A3! EVER LASTING LP                                                             | 近藤陸［伏見臣（熊谷健太郎）］、クラウス［古市左京（帆世雄一）］ | 「Hungry Neighbors」                                                      | ゲーム『A3!』関連曲                                                                                |
| 2021年4月15日  | AWAKE                                                                           | 天神コウ・冨着ずみ・嘉間良眩・春野穏人（小松昌平）、嘉間良流・鬼童町信乃・比作天外・久重護（益山武明）、三次利狂・杁敦豪・真我里依留・藻津ノラ（増元拓也）、和食雷我・黒崎隆景・石垣真那人・白島溺（濱健人）、ハンヒジュン・宇甘ガラ（榊原優希）、龍門樹・皆野幸（浦田わたる）、九里シモン・知花源次朗（熊谷健太郎） | 「AWAKE」                                                                 | 『HANDEAD ANTHEM』関連曲                                                                           |
| 2021年6月11日  | Go up                                                                           | ALBA | 「Go up」                                                                 | 『HANDEAD ANTHEM』関連曲                                                                           |
| 2021年6月30日  | 金色のコルダ スターライトオーケストラ〈5〉 Step Up 〜今帰仁高校〜               | 南乙音（熊谷健太郎） | 「Ha＊Na＊Ma＊Ru」                                                        | 『金色のコルダ スターライトオーケストラ』関連曲                                                    |
| 2021年7月14日  | SCREAM                                                                          | 修羅浄土 | 「SCREAM」                                                                | 『HANDEAD ANTHEM』関連曲                                                                           |
| 2021年9月15日  | GETUP! GETLIVE! For seasoning                                                   | 上原淳也（花江夏樹）、東沢楓（西山宏太朗）、町田瀬那（豊永利行）、大野虎之助（石川界人）、喜多見蓮（阿座上洋平）、狛江一馬（熊谷健太郎）、早島雷（天﨑滉平）、早島央（梶原岳人） | 「OWARAI BANZAI」                                                         | 『GETUP! GETLIVE!』テーマソング                                                                    |
| 2021年9月29日  | THE IDOLM@STER SideM GROWING SIGN@L 01 Growing Smiles!                          | 315 ALLSTARS | 「Growing Smiles!」 「DRIVE A LIVE」 「Beyond The Dream」 「NEXT STAGE!」 | ゲーム『アイドルマスター SideM GROWING STARS』関連曲                                               |
| 2022年1月8日   | THE IDOLM@STER SideM UNIT COLLECTION -Growing Smiles!-                          | FRAME | 「Growing Smiles!」                                                       | ゲーム『アイドルマスター SideM GROWING STARS』関連曲                                               |
| 2022年1月12日  | THE IDOLM@STER SideM GROWING SIGN@L 03 FRAME                                    | FRAME | 「Plus 1 Good Day!」 「SOOTHING PLACE」                                   | ゲーム『アイドルマスター SideM GROWING STARS』関連曲                                               |
| 2022年3月12日  | THE IDOLM@STER SideM PASSION@TE FORMATION -INTELLIGENCE-                        | 315 STARS（インテリVer.） | 「ANYWHERE」                                                              | ゲーム『アイドルマスター SideM GROWING STARS』関連曲                                               |
| 2022年3月12日  | THE IDOLM@STER SideM PASSION@TE FORMATION -INTELLIGENCE-                        | 握野英雄（熊谷健太郎） | 「ANYWHERE」                                                              | ゲーム『アイドルマスター SideM GROWING STARS』関連曲                                               |
| 2022年10月1日  | THE IDOLM@STER SideM GROWING SIGN@L SOLO COLLECTION 01                          | 握野英雄（熊谷健太郎） | 「Plus 1 Good Day!」                                                      | ゲーム『アイドルマスター SideM GROWING STARS』関連曲                                               |
| 2022年12月21日 | THE IDOLM@STER SideM GROWING SIGN@L 15 Take a StuMp!                            | 315 ALLSTARS | 「Take a StuMp!」                                                         | ゲーム『アイドルマスター SideM GROWING STARS』関連曲                                               |
| 2023年2月11日  | THE IDOLM@STER SideM UNIT COLLECTION -Take a StuMp!-                            | FRAME | 「Take a StuMp!」                                                         | ゲーム『アイドルマスター SideM GROWING STARS』関連曲                                               |
| 2023年3月11日  | 幻想のUtopia/安寧のDystopia                                                     | ピエール（堀江瞬）、蒼井悠介（菊池勇成）、蒼井享介（山谷祥生）、握野英雄（熊谷健太郎）、木村龍（濱健人）、秋山隼人（千葉翔也）、冬美旬（永塚拓馬）、榊夏来（渡辺紘）、若里春名（白井悠介）、紅井朱雀（益山武明）、東雲荘一郎（天﨑滉平）、アスラン＝ベルゼビュートII世（古川慎）、岡村直央（矢野奨吾）、硲道夫（伊東健人）、大河タケル（寺島惇太）、牙崎漣（小松昌平）、天峰秀（伊瀬結陸）、花園百々人（宮﨑雅也）、眉見鋭心（大塚剛央） | 「幻想のUtopia」                                                          | 舞台『THE IDOLM@STER SideM PASSIONABLE READING SHOW -超常事変〜対立スル正義〜-』オープニングテーマ |
| 2023年3月29日  | THE IDOLM@STER SideM 49 ELEMENTS 09 FRAME                                       | FRAME | 「ONE to DREAM!」                                                         | ゲーム『アイドルマスター SideM GROWING STARS』関連曲                                               |
| 2023年3月29日  | THE IDOLM@STER SideM 49 ELEMENTS 09 FRAME                                       | 握野英雄（熊谷健太郎） | 「アトモスフィア」                                                        | ゲーム『アイドルマスター SideM GROWING STARS』関連曲                                               |
| 2023年10月28日 | THE IDOLM@STER SideM 8th STAGE THEME SONG「Hands & Claps!」                     | 315 ALLSTARS | 「Hands & Claps!」                                                        | ライブイベント『THE IDOLM@STER SideM 8th STAGE 〜ALL H@NDS TOGETHER〜』テーマソング                |
| 2023年10月28日 | THE IDOLM@STER SideM 8th STAGE THEME SONG「Hands & Claps!」                     | 315 STARS（インテリVer.） | 「Hands & Claps!」                                                        | ライブイベント『THE IDOLM@STER SideM 8th STAGE 〜ALL H@NDS TOGETHER〜』テーマソング                |
| 2023年12月27日 | THE IDOLM@STER SideM CIRCLE OF DELIGHT 02 FRAME                                 | FRAME | 「Amber Color Oasis」 「「また明日」の約束を」                            | 『アイドルマスター SideM』関連曲                                                                   |
| 2024年7月13日  | THE IDOLM@STER SideM CIRCLE OF DELIGHT SOLO COLLECTION 01                       | 握野英雄（熊谷健太郎） | 「Amber Color Oasis」                                                     | 『アイドルマスター SideM』関連曲                                                                   |
| 2024年7月13日  | THE IDOLM@STER SideM 9th STAGE THEME SONG「Gather Round!」                      | 315 ALLSTARS | 「Gather Round!」                                                         | ライブイベント『THE IDOLM@STER SideM 9th STAGE ～MIR＠-CIRCLE CRESCENDO～』テーマソング            |
| 2024年7月13日  | THE IDOLM@STER SideM 9th STAGE THEME SONG「Gather Round!」                      | 315 STARS（インテリVer.） | 「Gather Round!」                                                         | ライブイベント『THE IDOLM@STER SideM 9th STAGE ～MIR＠-CIRCLE CRESCENDO～』テーマソング            |
| 2024年12月25日 | TVアニメ「結婚するって、本当ですか」オリジナル・サウンドトラック                | 本城寺莉香（早見沙織）、大原拓也（熊谷健太郎） | 「つまりは」                                                              | テレビアニメ『結婚するって、本当ですか』関連曲                                                     |

### その他参加作品
| 発売日         | 商品名        | 歌       | 楽曲                                   | 備考                     |
| -------------- | ------------- | -------- | -------------------------------------- | ------------------------ |
| 2019年11月5日  | GO5!GOALOUS5! | GOALOUS5 | 「GO5!GOALOUS5!」 「Let's GOALOUS5!!」 | 『GOALOUS5』テーマソング |
| 2020年11月25日 | 5 AHEAD!      | GOALOUS5 | 「5 AHEAD!」 「RosyBeat」              | 『GOALOUS5』テーマソング |
| 2022年1月19日  | MIRAGE SHOW   | GOALOUS5 | 「MIRAGE SHOW」 「Dreaming Time」      | 『GOALOUS5』テーマソング |

### シリーズ一覧
1. ↑  第1期（2015年 - 2016年）、第2期（2016年）
2. ↑  第1期（2015年）、第3期（2019年）
3. ↑  第2期『弐ノ皿』（2016年）、第3期前半『餐ノ皿』（2017年）
4. ↑  第1期（2018年）、第2期『はたらく細胞!!』（2021年）
5. ↑  第1シリーズ（2018年 - 2019年）、第2シリーズ（2019年 - 2020年）
6. ↑  中・高校生編（2019年）、新右衛門編（2019年 - 2020年）
7. ↑  SEASON SPRING & SUMMER（2020年）、SEASON AUTUMN & WINTER（2020年）
8. ↑  Season1（2021年）、Season2（2023年）
9. ↑  第2期『王子の帰還』（2024年）、第2期『工房戦』（2024年）
10. ↑  『CROSSRAYS』（2019年）、『ETERNAL』（2025年）
11. ↑  『クロスブースト』（2022年）、『オーバーブースト』（2023年）、『インフィニットブースト』（2025年）
12. ↑  『CIRCLE OF DELIGHT 寄り添う気持ち』（2023年）、『10th Anniversary Fes 〜サイコーのパッションで！〜』（2024年）

### ユニットメンバー
1. 1 2 3 4 5 6 7 8 9 10 11 12 13 14  握野英雄（熊谷健太郎）、木村龍（濱健人）、信玄誠司（増元拓也）
2. 1 2  天ヶ瀬冬馬（寺島拓篤）、御手洗翔太（松岡禎丞）、伊集院北斗（神原大地）、天道輝（仲村宗悟）、桜庭薫（内田雄馬）、柏木翼（八代拓）、都築圭（土岐隼一）、神楽麗（永野由祐）、鷹城恭二（梅原裕一郎）、ピエール（堀江瞬）、渡辺みのり（高塚智人）、伊瀬谷四季（野上翔）、秋山隼人（千葉翔也）、若里春名（白井悠介）、冬美旬（永塚拓馬）、榊夏来（渡辺紘）、蒼井享介（山谷祥生）、蒼井悠介（菊池勇成）、硲道夫（伊東健人）、舞田類（榎木淳弥）、山下次郎（中島ヨシキ）、清澄九郎（中田祐矢）、猫柳キリオ（山下大輝）、華村翔真（バレッタ裕）、握野英雄（熊谷健太郎）、木村龍（濱健人）、信玄誠司（増元拓也）、紅井朱雀（益山武明）、黒野玄武（深町寿成）、神谷幸広（狩野翔）、東雲荘一郎（天﨑滉平）、アスラン＝ベルゼビュートII世（古川慎）、卯月巻緒（児玉卓也）、水嶋咲（小林大紀）、大河タケル（寺島惇太）、円城寺道流（濱野大輝）、牙崎漣（小松昌平）、岡村直央（矢野奨吾）、橘志狼（古畑恵介）、姫野かのん（村瀬歩）、秋月涼（三瓶由布子）、兜大吾（浦尾岳大）、九十九一希（徳武竜也）、葛之葉雨彦（笠間淳）、北村想楽（汐谷文康）、古論クリス（駒田航）
3. 1 2  伊集院北斗（神原大地）、桜庭薫（内田雄馬）、神楽麗（永野由祐）、鷹城恭二（梅原裕一郎）、蒼井享介（山谷祥生）、握野英雄（熊谷健太郎）、猫柳キリオ（山下大輝）、冬美旬（永塚拓馬）、榊夏来（渡辺紘）、黒野玄武（深町寿成）、東雲荘一郎（天﨑滉平）、岡村直央（矢野奨吾）、硲道夫（伊東健人）、山下次郎（中島ヨシキ）、九十九一希（徳武竜也）、葛之葉雨彦（笠間淳）、古論クリス（駒田航）
4. 1 2  摂津万里（沢城千春）、兵頭十座（武内駿輔）、七尾太一（濱健人）、伏見臣（熊谷健太郎）、古市左京（帆世雄一）
5. ↑  岡村直央（矢野奨吾）、橘志狼（古畑恵介）、姫野かのん（村瀬歩）
6. ↑  秋月涼（三瓶由布子）、兜大吾（浦尾岳大）、九十九一希（徳武竜也）
7. ↑  遠野高志（小林裕介）、加島優（濱野大輝）、矢口恭介（村瀬歩）、ジミー（熊谷健太郎）、百合絢斗（佐藤拓也）、田村唯（小野友樹）、明美圭一（代永翼）、糸目幸士郎（山中真尋）、鹿谷樹（中澤まさとも）
8. 1 2  摂津万里（沢城千春）、兵頭十座（武内駿輔）、七尾太一（濱健人）、伏見臣（熊谷健太郎）、古市左京（帆世雄一）、泉田莇（小西成弥）
9. ↑  都築圭（土岐隼一）、神楽麗（永野由祐）
10. ↑  蒼井享介（山谷祥生）、蒼井悠介（菊池勇成）
11. ↑  猫柳キリオ（山下大輝）、華村翔真（バレッタ裕）、清澄九郎（中田祐矢）
12. ↑  紅井朱雀（益山武明）、黒野玄武（深町寿成）
13. 1 2  硲道夫（伊東健人）、舞田類（榎木淳弥）、山下次郎（中島ヨシキ）
14. ↑  大河タケル（寺島惇太）、円城寺道流（濱野大輝）、牙崎漣（小松昌平）
15. 1 2  葛之葉雨彦（笠間淳）、北村想楽（汐谷文康）、古論クリス（駒田航）
16. ↑  東郷義旺（小林正典）、釖夢・ブレイキー（内匠靖明）、副島桂（笠間淳）、木村銀司郎（熊谷健太郎）
17. ↑  天ヶ瀬冬馬（寺島拓篤）、御手洗翔太（松岡禎丞）、伊集院北斗（神原大地）、天道輝（仲村宗悟）、桜庭薫（内田雄馬）、柏木翼（八代拓）、都築圭（土岐隼一）、神楽麗（永野由祐）、鷹城恭二（梅原裕一郎）、ピエール（堀江瞬）、渡辺みのり（高塚智人）、伊瀬谷四季（野上翔）、秋山隼人（千葉翔也）、若里春名（白井悠介）、冬美旬（永塚拓馬）、榊夏来（渡辺紘）、蒼井享介（山谷祥生）、蒼井悠介（菊池勇成）、硲道夫（伊東健人）、舞田類（榎木淳弥）、山下次郎（中島ヨシキ）、清澄九郎（中田祐矢）、猫柳キリオ（山下大輝）、華村翔真（バレッタ裕）、握野英雄（熊谷健太郎）、木村龍（濱健人）、信玄誠司（増元拓也）、紅井朱雀（益山武明）、黒野玄武（深町寿成）、神谷幸広（狩野翔）、東雲荘一郎（天﨑滉平）、アスラン＝ベルゼビュートII世（古川慎）、卯月巻緒（児玉卓也）、水嶋咲（小林大紀）、大河タケル（寺島惇太）、円城寺道流（濱野大輝）、牙崎漣（小松昌平）、岡村直央（矢野奨吾）、橘志狼（古畑恵介）、姫野かのん（村瀬歩）、秋月涼（三瓶由布子）、兜大吾（浦尾岳大）、九十九一希（比留間俊哉）、葛之葉雨彦（笠間淳）、北村想楽（汐谷文康）、古論クリス（駒田航）
18. ↑  ハンヒジュン（榊原優希）、龍門樹（浦田わたる）、九里シモン（熊谷健太郎）
19. ↑  知花源次朗（熊谷健太郎）、宇甘ガラ（榊原優希）、皆野幸（浦田わたる）
20. 1 2 3 4  天ヶ瀬冬馬（寺島拓篤）、御手洗翔太（松岡禎丞）、伊集院北斗（神原大地）、天道輝（仲村宗悟）、桜庭薫（内田雄馬）、柏木翼（八代拓）、都築圭（土岐隼一）、神楽麗（永野由祐）、鷹城恭二（梅原裕一郎）、ピエール（堀江瞬）、渡辺みのり（高塚智人）、伊瀬谷四季（野上翔）、秋山隼人（千葉翔也）、若里春名（白井悠介）、冬美旬（永塚拓馬）、榊夏来（渡辺紘）、蒼井享介（山谷祥生）、蒼井悠介（菊池勇成）、硲道夫（伊東健人）、舞田類（榎木淳弥）、山下次郎（中島ヨシキ）、清澄九郎（中田祐矢）、猫柳キリオ（山下大輝）、華村翔真（バレッタ裕）、握野英雄（熊谷健太郎）、木村龍（濱健人）、信玄誠司（増元拓也）、紅井朱雀（益山武明）、黒野玄武（深町寿成）、神谷幸広（狩野翔）、東雲荘一郎（天﨑滉平）、アスラン＝ベルゼビュートII世（古川慎）、卯月巻緒（児玉卓也）、水嶋咲（小林大紀）、大河タケル（寺島惇太）、円城寺道流（濱野大輝）、牙崎漣（小松昌平）、岡村直央（矢野奨吾）、橘志狼（古畑恵介）、姫野かのん（村瀬歩）、秋月涼（三瓶由布子）、兜大吾（浦尾岳大）、九十九一希（比留間俊哉）、葛之葉雨彦（笠間淳）、北村想楽（汐谷文康）、古論クリス（駒田航）、天峰秀（伊瀬結陸）、花園百々人（宮﨑雅也）、眉見鋭心（大塚剛央）
21. 1 2 3  伊集院北斗（神原大地）、桜庭薫（内田雄馬）、神楽麗（永野由祐）、鷹城恭二（梅原裕一郎）、蒼井享介（山谷祥生）、握野英雄（熊谷健太郎）、猫柳キリオ（山下大輝）、冬美旬（永塚拓馬）、榊夏来（渡辺紘）、黒野玄武（深町寿成）、東雲荘一郎（天﨑滉平）、岡村直央（矢野奨吾）、硲道夫（伊東健人）、山下次郎（中島ヨシキ）、九十九一希（比留間俊哉）、葛之葉雨彦（笠間淳）、古論クリス（駒田航）、天峰秀（伊瀬結陸）
22. ↑  熊谷健太郎、小松昌平、寺島惇太、仲村宗悟、深町寿成